# Epaminondas

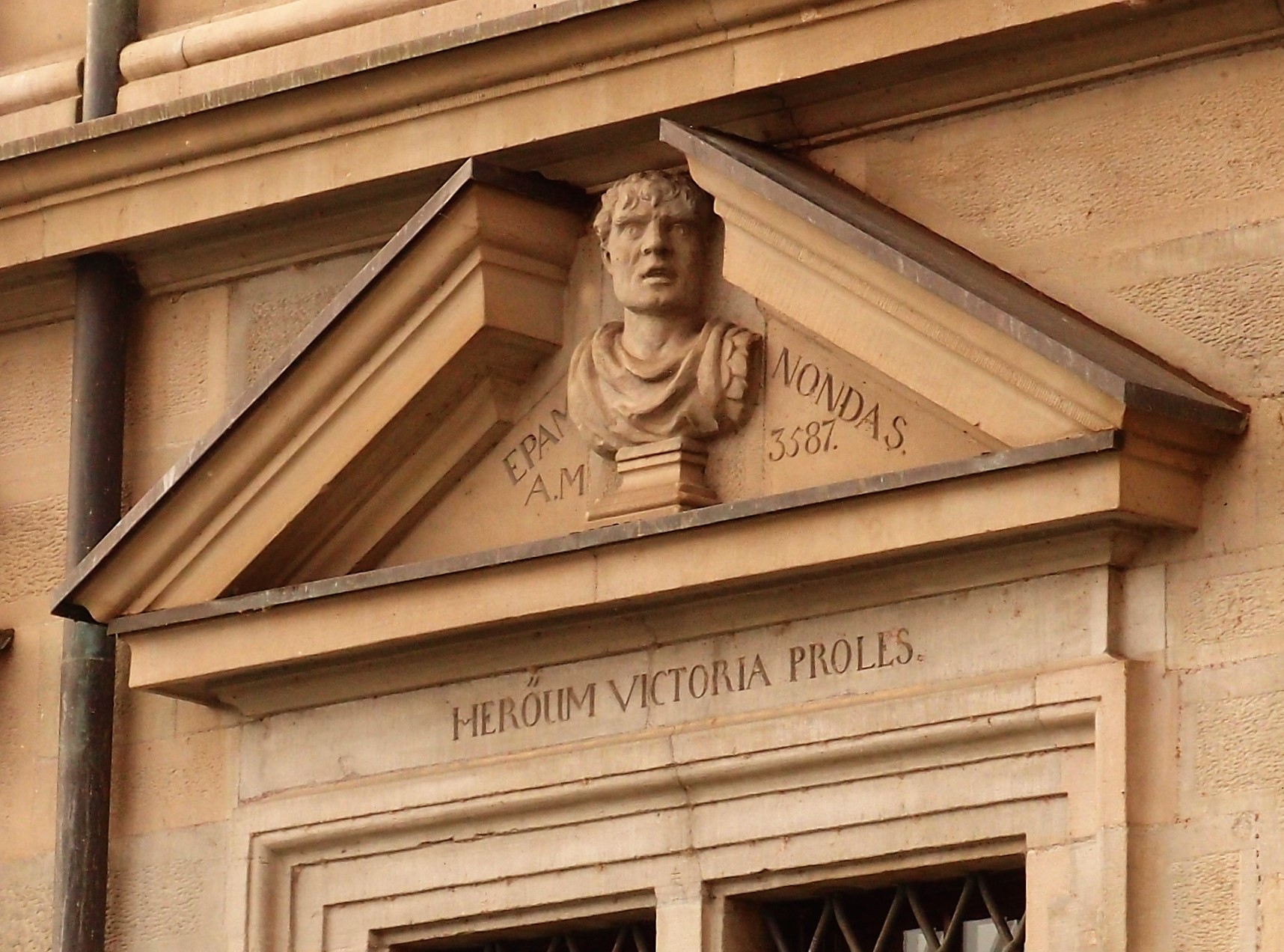
Büste von Epaminondas am Rathaus von Zürich

Epaminondas, auch Epameinondas (altgriechisch Ἐπαμεινώνδας Epameinṓndas; * um 418 v. Chr. in Theben; † 3. Juli 362 v. Chr. bei Mantineia) war ein griechischer Staatsmann und Feldherr. Er gilt als größter Staatsmann Thebens und entwickelte die sogenannte Schiefe Schlachtordnung.

## Leben
Epaminondas war der Sohn des Polymnis und stammte aus einer vornehmen, aber wenig wohlhabenden Familie. Wichtig war in seiner Jugend der Pythagoreer Lysis aus Tarent, der aus Italien geflohen und von Epaminondas’ Vater gastfreundlich aufgenommen worden war. Lysis wurde Hauslehrer des jungen Epaminondas und hat ihn möglicherweise im Sinne der pythagoreischen Philosophie beeinflusst.
Epaminondas diente 385 v. Chr. in einem Hilfskorps, das die Thebaner den verbündeten Spartanern zur Unterstützung sandten, um gegen Mantineia in Arkadien zu ziehen. Er rettete seinem Freund Pelopidas das Leben, obwohl er selbst verwundet war. Nach der Besetzung der thebanischen Zitadelle Kadmeia durch die Spartaner im Jahr 382 v. Chr. lebte Epaminondas zurückgezogen und betrieb philosophische Studien. Im Geheimen forcierte er allerdings mit Gesinnungsgenossen die finale Befreiung Thebens vom Joch Spartas Ende 379 v. Chr., was mit der Hilfe von Pelopidas auch gelang. Bei der Ermordung der oligarchischen Regenten verweigerte er seine Zustimmung.
371 v. Chr. wurde er zum Böotarchen ernannt und mit anderen thebanischen Abgeordneten zu einem Friedenskongress nach Sparta entsandt. Hier vertrat er die Ansprüche Thebens auf die Herrschaft über die anderen böotischen Städte mit unbeugsamer Entschlossenheit. Als daraufhin die Spartaner unter Führung des Königs Kleombrotos I. mit 10.000 spartanischen Hopliten und 300 Berittenen in Böotien einfielen, kam es am 6. Juli 371 v. Chr. in der Ebene von Leuktra zur Schlacht. Die thebanische Armee, die zuvor von Gorgidas von Grund auf reformiert worden war, trat den Spartanern unter dem Kommando von Epaminondas entgegen. Die thebanischen Kräfte betrugen 6.000 Hopliten und 1000 Reiter. An dieser Schlacht hatte auch sein Freund Pelopidas mit seiner Heiligen Schar großen Anteil. Epaminondas wandte hier als erster die Schiefe Schlachtordnung an, die eine Art kontinuierliche Reserve darstellte. Dadurch gelang es ihm, die Spartaner zu schlagen. Dies war die erste Niederlage für eine spartanische Armee in einer Feldschlacht und gleichzeitig der Beginn des Niedergangs der Hegemonie Spartas. 400 von 700 Vollbürgern Spartas verloren bei dieser Schlacht ihr Leben.
Nun konnte Epaminondas die Böotier und Phoker zur Anerkennung der thebanischen Oberherrschaft nötigen, aber auch die Ätoler und Lokrer verbündeten sich mit ihnen. Durch Neuordnung des Staatswesens und der Armeestrukturen (Bewaffnung mit langen Sarissen, Aufbau von Bürgerwehren und Entwicklung von Stoßtrupps) bot er Theben die Möglichkeit, zur dritten Großmacht in Griechenland aufzusteigen.
370 v. Chr. wurde Epaminondas erneut zum Böotarchen gewählt. Er zog in die Peloponnes und überzeugte die Argiver, Arkadier und Eleer, sich ihm anzuschließen. Im Dezember drang er in Lakonien selbst ein. Sparta, die von Agesilaos II. verteidigte Hauptstadt, konnte Epaminondas nicht erobern und nach der erfolglosen Belagerung der spartanischen Hafenstadt Gythion kehrte das Heer um.
Um die Übermacht Spartas zu brechen, bewog Epaminondas die Bewohner des südlichen und westlichen Arkadiens sowie die durch ihn wieder zur Selbständigkeit gelangten Messenier, sich zu einem Einheitsstaat zusammenzuschließen. Als Mittelpunkt der politischen Welt hatten die Arkadier bereits vor den Aktivitäten Epaminondas’ Megalopolis gegründet. Nun wurde Messene als Hauptstadt Messeniens gegründet. Nach Theben zurückgekehrt, wurde Epaminondas gleichzeitig mit Pelopidas von deren radikaldemokratischen Gegnern „wegen eigenmächtiger Verlängerung seiner Amtsdauer“ angeklagt und mit der Todesstrafe bedroht. Nepos beschreibt die „Verlängerung“ der Amtsdauer als unumgänglich, da andernfalls das Heer, welches Epaminondas führte, aufgrund der militärischen Unerfahrenheit der neu eingesetzten Feldherren, vernichtet werden würde. Doch als er die Erfolge seines Feldzugs vor Gericht darlegen konnte, ging selbiges ohne Abstimmung auseinander.
Man übertrug ihm erneut das Böotarchiat und noch im Jahr 369 v. Chr. unternahm er einen zweiten Einfall in die Peloponnes. Diesmal wurde er nach einer erneuten Anklage seiner Gegner seines Amtes enthoben. Er diente daraufhin als gemeiner Soldat im thebanischen Heer, das in Thessalien wirkte. Dieses konnte er durch seine Umsicht vor der vollständigen Vernichtung retten, woraufhin ihm erneut der Oberbefehl übertragen wurde.
Nach drei erfolgreichen Feldzügen in die Peloponnes erreichte er 367 v. Chr., dass Theben als vorherrschende griechische Macht auch von Persien anerkannt wurde. Seit 366 v. Chr. versuchte Epaminondas, die Thebaner zur Gründung einer gewaltigen Flotte zu veranlassen, was die Kräfte des Landes überbeansprucht hätte. Damit wollte er die Führung der griechischen Staaten gewinnen, diesmal gegen die Athener. Mit einer ansehnlichen Flotte konnte er 364 v. Chr. Byzantion, Chios und Rhodos zum Abfall von Athen veranlassen.

## Tod
Der Abfall der Arkadier von Theben veranlasste einen vierten Feldzug im Sommer 362 v. Chr. auf die Peloponnes, wiederum unter Führung des Epaminondas. Er stieß bis auf die Agora in Sparta vor, wurde aber zurückgeschlagen. Bei Mantinea (10 km nördlich des heutigen Tripolis) kam es zu einer Schlacht. 33.000 Kämpfer auf der thebanischen und 22.000 Mann auf der gegnerischen Seite (Spartaner, Athener, Arkader und Mantineer) waren beteiligt. Noch bevor der Kampf entschieden war, wurde Epaminondas durch einen Wurfspieß von Gryllos, dem Sohn des Xenophon, tödlich verwundet, so dass er hinter die Schlachtlinie getragen wurde. Hier erfuhr er noch, dass der Sieg gesichert sei, und starb nach Entfernung der Speerspitze aus dem Brustkorb am 3. Juli 362 v. Chr. Er wurde auf dem Schlachtfeld begraben.
Mit dem Tod Epaminondas’ war die Machtstellung Thebens in Griechenland beendet, da man keine dem Epaminondas ebenbürtigen Männer zur Verfügung hatte. Cornelius Nepos hat eine kurze Biographie des Epaminondas verfasst. Die Doppelbiographie Epaminondas – Scipio, die Plutarch an den Anfang seiner Bioi paralleloi gestellt hat, ist verloren gegangen.